# Dio non paga il sabato
Dio non paga il sabato (tdl. ‘Dios no paga los sábados’) es una película italiana de spaghetti western de 1967 dirigida por Tanio Boccia y protagonizada por Larry Ward y Rod Dana.

## Argumento
Cuando están a punto de juzgar a Braddock (Furio Meniconi) por sus crímenes, su banda irrumpe en el pueblo para rescatarlo, dejando tras sí una estela de cadáveres.

## Reparto
- Larry Ward como Benny Hudson.
- Rod Dana como Randall (acreditado como Robert Mark).
- Furio Meniconi como Braddock.
- Massimo Righi como Lester (acreditado como Max Dean).
- María Silva como Shelley.
- Daniela Igliozzi como Judy Murray.
- Vivi Gioi como Molly Warner.